# 6538 Muraviov
(6538) Muriaviov, denumire internațională (6538) Muraviov, este un asteroid din centura principală de asteroizi.

## Descriere
6538 Muraviov este un asteroid din centura principală de asteroizi. A fost descoperit pe 25 septembrie 1981 la Observatorul de Astrofizică din Crimeea de Liudmila Cernîh. Asteroidul prezintă o orbită caracterizată de o semiaxă mare de 2,86 ua, o excentricitate de 0,09 și o înclinație de 1,5° în raport cu ecliptica.